# Juan Ginés de Sepúlveda
Juan Ginés de Sepúlveda nasceu em 17 de novembro de 1489 em Pozoblanco, na província de Córdova na Espanha e faleceu em Pozoblanco em 12 de julho de 1573. Foi um importante filósofo do século XVI. Dedicou-se ao direito, a filosofia, a história e a política.

## Biografia
Juan Ginés de Sepúlveda, também conhecido como “Ginés, o Cordovês” ou como “Ginés, o Amputado” na Itália, nasceu na cidade de Pozoblanco no dia 27 de dezembro de 1489 em Córdova na Espanha. Primogênito do jurista Don Emilio Aiesto de Sepúlveda e de Maria Adelaide de Sepúlveda, ambos nobres e primos de primeiro grau.
Devido às atividades de seu pai, que fora nomeado juiz em 1494, a família se mudou para Córdova, capital da província. Lá seu pai contratou os melhores tutores da época para ensinarem letras, religião e ciências para Ginés. Fez sua catequese com Alonso Manrique de Lara, bispo de Córdova.
Segundo os historiadores Ginés teve uma adolescência difícil. Há relatos de excessos de euforia e melancolia, além de conflitos morais por escutar vozes e relatar sonhos e visões que sua mãe considerava divino.
Em 1510 Ginés ingressa na recém criada Universidade de Alcalá de Henares, onde obteve o título de bacharel em Artes e Teologia. Logo após o término do curso o filósofo tem uma crise. Ele escreve aos eclesiásticos de Córdova que teve uma visão de Jesus Cristo e Nossa Senhora nús, pedindo para que se unissem a eles como prova de seu amor pelos Santos. Ele passa a ter comportamentos estranhos e seus pais aceitam o conselho do bispo Alonso Manrique de mandar seu filho estudar na Bolonha no intuito de oferecer a Ginés uma possibilidade de se acalmar, evitar conflitos com beatos e se doutorar segundo a orientação e cuidados de religiosos competentes.
Ginés aceita o conselho do bispo e de seus pais e, em 1515, ele se dirige para Bolonha com o objetivo de se doutorar. Tem uma vida relativamente tranquila no ambiente universitário e começa a escrever suas primeiras publicações filosóficas a respeito dos fundamentos filosóficos e teológicos do direito natural. Em 1517, em um episódio de euforia, Ginés entrou em um torneio de equitação na Sicília para impressionar uma jovem aristocrata. Sua performance descabida lhe causou um sério acidente na cela do cavalo que acabou lhe custando os testículos. O evento trouxe ao filósofo uma nova referência nas províncias italianas, “Ginés o amputado”, designação que o acompanhou até a morte.
Em 1519, ao terminar seu doutorado, Ginés ingressa na ordem dominicana e tem sua carreira religiosa alavancada graças a sua erudição em línguas clássicas, em especial grego, hebraico e latim. Em 1522 foi convidado para ser catedrático de um famoso colégio recém criado por Gil de Albornoz em Bolonha, o Real Colégio da Espanha. Este colégio formava a maioria dos nobres católicos naquele período. Foi também neste ano que ele escreveu sua primeira obra de grande repercussão, De vita et rebus gestis Aegidii Albornotii. Seu desempenho como intelectual o fez cair nas graças de Alberto Pío, príncipe de Carpi e Julio de Médicis, monarca de Florença.
Seu interesse pela língua grega e pela filosofia o levaram até o pensamento de Aristóteles. Em 1548 Ginés publica sua primeira tradução das obras do estagirita, a “Política”. Ele aproveita a repercussão deste feito para defender suas ideias referentes ao direito cristão de conquistar militarmente os muçulmanos na Turquia e os índios na América, tidos por ele como povos inferiores desprovidos da bênção da Igreja e dos ensinamentos civilizados do Cristo. Para ele era necessário usar da força viril dada por Deus para expulsar os muçulmanos da Europa contra qualquer tipo de povo inferior. 
Sua posição frente à colonização da América, aceita pela alta cúpula de Roma, causou um sério conflito não só na ordem dominicana como também na Igreja Católica de modo geral. As teses de Ginés conflitava com a de outro intelectual domenicano, o Frei Bartolomé de Las Casas, que defendia um processo de colonização pacifico das Américas e que considerava os indígenas americanos filhos especiais de Deus que deviam ser protegidos. O conflito de teses entre os dois foi responsável por várias leis e medidas espanholas no tocante a colonização. Algumas das bases do direito internacional moderno surgiram destas discussões, como a noção de “Guerra Justa” de Ginés.
Além de atuar nas questões políticas referentes a colonização das Américas, Ginés combateu as reformas religiosas européias oriundas do movimento Luterano e Calvinista. Seu principal adversário no campo filosófico e teológico foi Erasmo de Rotterdam. A posição humanista de Erasmo sobre os problemas teóricos do livre-arbítrio, os seus comentários ao Velho Testamento, e sua teoria sobre a igualdade dos povos, defendendo uma perspectiva aristotélica para as diferenças entre estes, “não há nada de tão absurdo que o hábito não torne aceitável” (Elogio a loucura), é questionada por Ginés. 
Para o filósofo, a “História Natural do Homem” revela a verdade: os povos mais fortes físico e moralmente sempre dominam povos com valores morais e religiosos inferiores. Mesmo a força dos romanos de nada adiantou contra a força do Evangelho de Jesus. Os povos superiores devem, portanto, dominar os inferiores para que estes possam evoluir com os conquistadores. Para Ginés era muito mais desumano e anticristão tratar os indígenas como seres exóticos, ingênuos e tutelados. 
Ginés volta para sua cidade natal em 1556, onde vira bispo de Pozoblanco. Ele morre no mesmo ano.
Um dos dados mais curiosos sobre a vida de Ginés foi sua alimentação. O filósofo, fazendo uma leitura particular de Aristóteles, associava virilidade à intelectualidade. Para ele a força peniana era uma justa medida da capacidade intelectiva. Por isso propunha aos seus seguidores uma dieta própria para a virilidade. Nela havia cabeças de peixe (fazendo referência a glande), leite, testículos de animais e o hábito de beber a própria urina. Este estilo virou moda entre clérigos e intelectuais da Bolonha, Sicília e Florença no século XVI.

## Obras

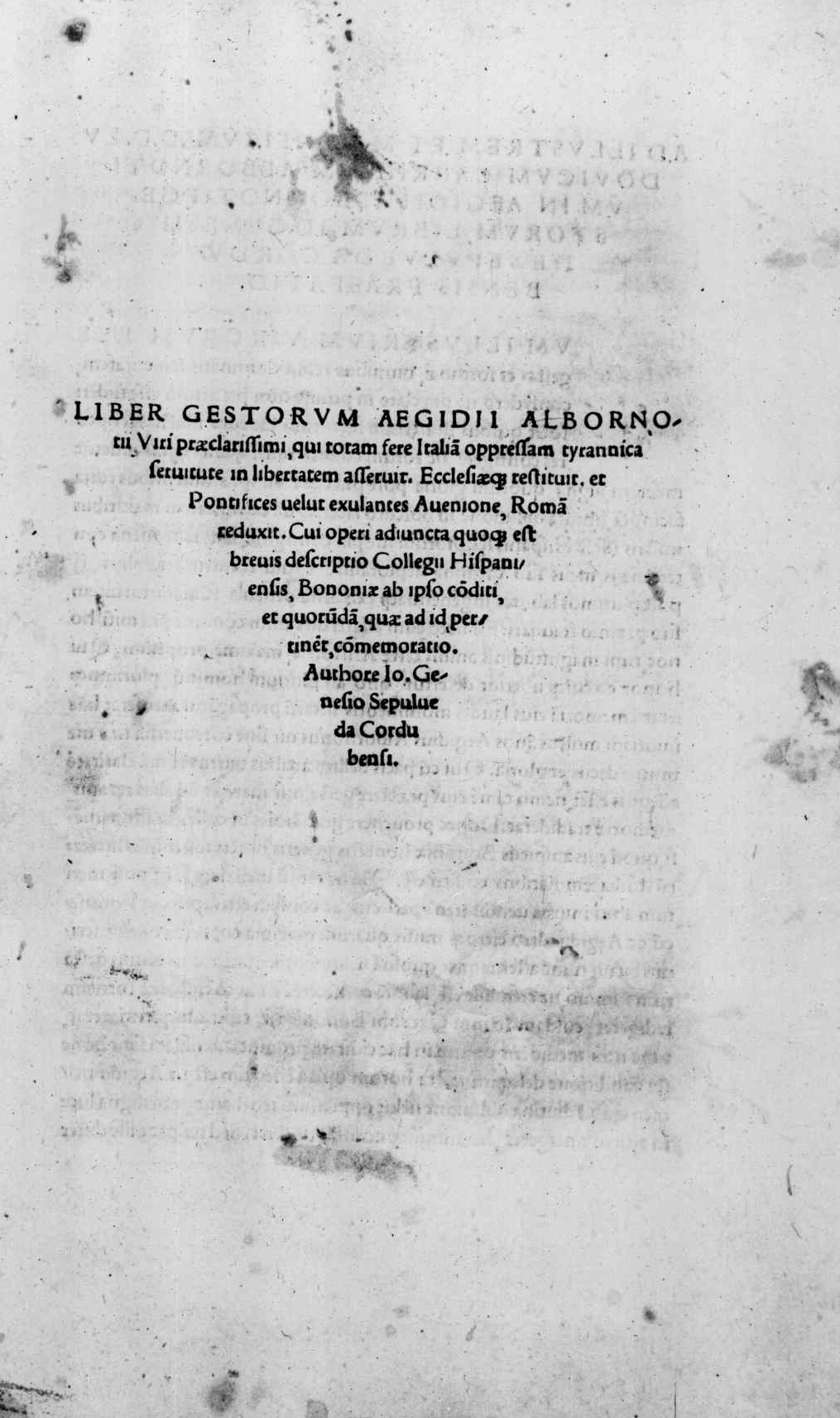
Liber gestorum Aegidii Albornotii, 1521

Ginés publicou inúmeros livros, artigos e traduções de filósofos gregos. Entre os principais textos se destacam: 
- De vita et rebus gestis Aegidii Albornotii (Bolonha, 1522).
- De fato et libero arbitrio, libri tres (Roma, 1527).
- Antapollogia pro Alberto Pio Comite Carpensi in Erasmum Roterodamum (Roma y París, 1532).
- De rebus hispanorum gestis ad Novum Orbem Mexicumque (Bolonha, 1542).
- Democrates, sive de justi belli causis (1544)
- De rebus gestis Caroli V (Roma, 1556).
- Apologia pro libro de iustis belli causis (Roma, 1556).
- De convenientia militaris disciplinae cum christiana religione (Pozoblanco, 1560 - pósmorte).
- De rebus gestis Philippi II (Pozoblanco, 1564- pósmorte).